# Estádio José Alvalade (1956)
El Estádio José Alvalade fue un estadio multiusos utilizado principalmente para el fútbol ubicado en Lisboa, capital de Portugal y fue la sede del Sporting CP por 47 años.

## Historia
Fue inaugurado el 10 de junio de 1956, diseñado por los arquitectos António Augusto Sá da Costa y Anselmo Fernandez y su nombre era por el fundador José Alfredo Holtreman Roquette, conocido como José Alvalade. El estadio también era utilizado para eventos de atletismo y ciclismo. 
Fue el primer estadio de Portugal en tener iluminación artificial para realizar eventos nocturnos y durante los años 1990 era un escenario prominente para eventos relacionados al rock, donre realizaron conciertos Bon Jovi, Depeche Mode, U2, R.E.M., David Bowie, Dire Straits, Elton John, Pink Floyd, Bryan Adams y Genesis, siendo el iniciador de esa época The Cure el 29 de junio de 1989 durante la promoción de su álbum Desintegration.
Otros conciertos conocidos realizados en el estadio fueron los de Tina Turner el 29 de septiembre de 1990 y 22 de septiembre de 1996, Dire Straits el 16 de mayo de 1992 en su gira llamada On Every Street Tour. Michael Jackson estuvo el 26 de septiembre de 1992 con entradas agotadas ante 55,000 espectadores. Guns N' Roses estuvo el 2 de julio de 1992 con las localidades agotadas. Bruce Springsteen apareció ante 60,000 espectadores en 1993, el cual fue el récord de asistencia en un concierto y el último que se realizó.
El estadio fue cerrado en 2003 cuando el nuevo Estádio José Alvalade diseñado por Tomás Taveira fue inaugurado.

## Selección nacional
El estadio lo utilizó Portugal entre 1957 y 2002.
| #   | Fecha      | Resultado | Rival             | Torneo                       |
| --- | ---------- | --------- | ----------------- | ---------------------------- |
| 1.  | 16-1-1957  | 1–1       | Irlanda del Norte | World Cup 1958 qualification |
| 2.  | 24-3-1957  | 0–1       | Francia           | Amistoso                     |
| 3.  | 3-6-1959   | 1–0       | Escocia           | Amistoso                     |
| 4.  | 17-5-1962  | 1–2       | Bélgica           | Amistoso                     |
| 5.  | 16-4-1969  | 0–2       | Suiza             | World Cup 1970 qualification |
| 6.  | 14-11-1973 | 1–1       | Irlanda del Norte | World Cup 1974 qualification |
| 7.  | 19-11-1975 | 1–1       | Inglaterra        | Euro 1976 qualifying         |
| 8.  | 22-12-1976 | 2–1       | Italia            | Amistoso                     |
| 9.  | 11-10-1978 | 1–1       | Bélgica           | Euro 1980 qualifying         |
| 10. | 23-9-1981  | 2–0       | Polonia           | Amistoso                     |
| 11. | 21-9-1983  | 5–0       | Finlandia         | Euro 1984 qualifying         |
| 12. | 14-11-1984 | 1–3       | Suecia            | World Cup 1986 qualification |
| 13. | 30-1-1985  | 2–3       | Rumania           | Amistoso                     |
| 14. | 29-3-1989  | 6–0       | Angola            | Amistoso                     |
| 15. | 13-11-1994 | 1–0       | Austria           | Euro 1996 qualifying         |
| 16. | 5-6-1999   | 1–0       | Eslovaquia        | Euro 2000 qualifying         |
| 17. | 6-6-2001   | 6–0       | Chipre            | World Cup 2002 qualification |
| 18. | 14-11-2001 | 5–1       | Angola            | Amistoso                     |
| 19. | 17-4-2002  | 1–1       | Brasil            | Amistoso                     |